# Stejnopohlavní manželství v Kolumbii
Stejnopohlavní manželství je v Kolumbii legální od 28. dubna 2019, kdy soudci kolumbijského ústavního soudu v poměru hlasů 6:3 deklarovali, že zákaz stejnopohlavních sňatků je neústavní. První stejnopohlavní manželství bylo uzavřené 24. května 2016. Před nálezem kolumbijského ústavního soudu mohly homosexuální páry od r. 2007 využívat takzvaného neregistrovaného de facto soužití.
Kolumbie byla čtvrtou zemí Jižní Ameriky, která umožnila homosexuálním párům uzavírat manželství.

## De facto soužití
7. února 2007 podpořil kolumbijský ústavní soud rozšíření majetkových a důchodových práv anglosaského manželství na homosexuální páry. Další nález kolumbijského ústavního soudu z října 2007 umožnil homosexuálním párům využívat manželských práv týkajících se sociálního zabezpečení a zdravotního pojištění. Později 28. ledna modifikoval kolumbijský ústavní soud 20 právních předpisů, čímž přiznal nesezdaným homosexuálním párům velkou část práv, kterých mohou využívat nesezdané heterosexuální páry, včetně ustanovení týkajících se národnosti, získávání trvalého pobytu, práva odepřít svědeckou výpověď, zákonů o rodinném majetku apod. Finální nález z 13. dubna 2011 přiznal homosexuálních párům dědická práva.
Aby daný pár získal podle kolumbijských zákonů status de facto soužití, musí žít ve společné domácnosti po dobu nejméně dvou let. De facto svazek (španělsky: unión marital de hecho) může být buď registrován, nebo neregistrován. V obou případech má stejné právní účinky, ale v případě registrace má jednodušší přístup k získávání práv a povinnosti vyplývajících z de facto soužití. Registrace svazku probíhá před orgánem veřejné moci, konkrétně před notářem, nebo soudcem.
26. července 2011 rozhodl kolumbijský soud v poměru hlasů 9:0, že sice není nutné měnit zákonnou definici manželství jako svazku muže a ženy, ale že homosexuální páry mají právo zakládat rodinu, a zavázal Kongres k přijetí příslušné legislativy, která jim buď umožní uzavřít sňatek, anebo jinou obdobnou instituci. Kongres měl dvouroční lhůtu s nejzazším termínem 20. června 2013. V případě nepřijetí by homosexuální páry počínaje tímto dnem získaly automatické právo na registraci jejich svazku se stejnými právními účinky, jaké má manželství.

Právní aspekty stejnopohlavního soužití v Jižní Americe
Manželství
Státy vázané rozhodnutím IACHR
Registrované partnerství
Neregistrováno
Stejnopohlavní manželství zakázáno
Homosexuální pohlavní styk je nezákonný

### Statistiky
Od února 2007 do srpna 2012 žilo v kolumbijském městě Cartagena minimálně 51 neregistrovaných homosexuálních de facto svazků. Tou samou dobou se počet těchto soužití ve městech Soledad a Bogota pohyboval kolem cca 140.

## Registrované partnerství
15. června 2007 přijala Sněmovna reprezentantů v poměru hlasů 62:43 průlomový zákon týkající se homosexuálních párů. U kolumbijského prezidenta Álvara Uribe se očekávalo, že zákon, který byl v dubnu přijat Senátem, podepíše. Nicméně 19. června se skupina konzervativních senátorů rozhodla jít proti stranické disciplíně spočívající v podpoře již dokončené finální formy zákona. V poměru hlasů 34:29 byl zákon zamítnut. 80 kolumbijských LGBT aktivistů pak následující den demonstrovalo před budovou Kongresu. Podporovatelé zákona slíbil, že se pokusí vyvolat další hlasování.
Návrh zákona, který byl podpořen konzervativním kolumbijským prezidentem Álvarem Uribe , učinil z Kolumbie první zemi Latinské Ameriky, která přiznala homosexuálním párům žijícím v dlouhodobém svazku stejná práva v oblasti zdravotního pojištění, dědictví a sociálního zabezpečení, jako mají heterosexuální páry.
17. března 2015 navrhl senátor Armando Benedetti návrh zákona o registrovaném partnerství. Návrh byl zamítnut a ani nedošlo k zahájení obecné rozpravy. Zákon byl proto znovupředložen senátorem Royem Barrerasem 30. července 2015. Ten samý den předložili senátoři Benedetti a Barreras zákon, který by umožnil homosexuálním párům adopci dětí.

## Veřejné mínění
Průzkum provedený mezi prosincem 2009 a lednem 2010 v kolumbijském hlavním městě Bogotě ukázal, že 63 % jejích obyvatel podporuje legallizaci stejnopohlavního manželství, zatímco 36 % je proti. Větší podpora byla zaznamenaná u žen a osob s vyšším dosaženým vzděláním.
V listopadu 2012 byl proveden celonárodní průzkum, v němž pouze 28 % Kolumbijců podpořilo stejnopohlavní manželství. 66 % bylo proti a 6 % neodpovědělo.
Průzkum Pew Research Center, který byl uskutečněný mezi 28. listopadem 2013 a 4. březnem 2014, ukázal, že 28 % Kolumbijců je pro stejnopohlavní manželství, zatímco 64 % je proti.
V celonárodním průzkumu Gallup, který proběhl v červenci 2016, podpořilo stejnopohlavní manželství 40 % Kolumbijců, zatímco 57 % bylo proti.
V průzkumu AmericasBarometer z r. 2017 se pro stejnopohlavní manželství vyslovilo 34 % Kolumbijců.
V průzkumu Gallup z r. 2018 stoupla podpora stejnopohlavního manželství na 46 %. 52 % Kolumbijců bylo proti.